# Швидкість 2: Контроль над круїзом
Швидкість 2: Контроль над круїзом (англ. Speed 2: Cruise Control) — американський фільм-бойовик 1997 року режисера Яна де Бонта. Продовження фільму 1994 року «Швидкість». У головних ролях знялися Сандра Буллок (була у попередньому фільмі), Джейсон Патрік та Віллем Дефо.

## Сюжет
Поліціянт Алекс Шоу і його дівчина Енні Портер вирушають в круїз по Карибському морю на шикарному лайнері «Морська Легенда». Незабаром з'ясовується, що керування ним захопив терорист-одинак Джон Гейгер. Він викидає за борт капітана, інсценує пожежу на кораблі і наказує почати евакуацію людей з судна. Мета терориста — помста компанії, на яку він працював, за несправедливе звільнення, а також крадіжка коштовностей. Оскільки саме Гейгер розробляв систему управління для таких лайнерів, він повністю контролює все судно зі свого ноутбука.
Велика частина людей покидає судно, але Алекс, Енні і ще декілька пасажирів та членів команди залишаються на борту і шукають терориста. Той вислизає від них і програмує автопілот на зіткнення з танкером, що знаходиться неподалік від узбережжя. Алексу вдається відхилити лайнер від прямого зіткнення, воно відбувається по дотичній, а Гейгер захоплює Енні в заручниці і залишає корабель на моторному човні, прямуючи до приготованого заздалегідь гідролітака. Алекс кидається навздогін, його підбирає один з моторних човнів, що курсують в затоці. На ньому він наздоганяє гідроплан і звільняє Енні. Гейгер, що залишився в літаку один, втрачає управління, насаджується на щоглу дивом танкера і вибухає.
Тим часом некерований лайнер мчить на місто Маріго та пляж з відпочивальниками. Герої нічого не можуть вдіяти і просто чекають, коли все закінчиться. Корабель «в'їжджає» в місто на кілька десятків метрів вглиб, руйнуючи все на своєму шляху, і перекидається.

## У ролях
| Актор            | Роль            |
| ---------------- | --------------- |
| Сандра Буллок    | Енні Портер     |
| Джейсон Патрік   | Алекс Шоу       |
| Віллем Дефо      | Джон Гейгер     |
| Темуера Моррісон | Джуліано        |
| Браян МакКарді   | Мерчед          |
| Джеремі Готц     | Ештон           |
| Бо Свенсон       | капітан Поллард |
| Tamia            | Шеррі Сільвер   |
| Кіммі Робертсон  | Ліза            |
| Крістін Фіркінс  | Дрю             |
| Лоїс Чайлз       | Селеста         |
| Френсіс Гвінан   | Руперт          |
| Майк Хагерті     | Гарві           |
| Коллін Кемп      | Деббі           |
| Джо Мортон       | Мак             |
| Тім Конвей       | містер Кентер   |
| Гленн Пламмер    | Морріс          |

## Українське закадрове озвучення

### Багатоголосе закадрове озвучення (Телекомпанія«Новий канал», 2006)
Ролі озвучували: Олег Лепенець, Михайло Жонін та Лариса Руснак

### Двоголосе закадрове озвучення (Студія«1+1», 2010)
Ролі озвучували: Андрій Твердак та Олена Яблочна

## Виробництво
- Одну з головних ролей повинен був виконати Кіану Рівз, який знявся у першому фільмі. Проте він відмовився і замість нього головну чоловічу роль виконав Джейсон Патрік.
- Основне знімання проходило на борту лайнера «Seabourn Legend». Завершальна сцена, в якій судно врізається в острів Сен-Мартен, коштувала майже чверть бюджету, і встановила рекорд як найбільший і найдорожчий трюк в історії кінематографа. Спеціально для знімання цієї сцени було побудовано трьохсоттонний макет носа корабля завдовжки 50 метрів, який рухався на рейках протяжністю близько 300 м, на глибині до 20 метрів під водою, а на суші було побудовано близько 35 будівель, які лайнер зруйнував.
- Сцени всередині лайнера знімалися у салонах Лос-Анджелеса.